# الوافد (فلم)
الوافد (بالإنجليزية: Arrival) هو فيلم دراما، وخيال علمي من إخراج دينيس فيلنوف وكتابة اريك هايزرر، مقتبسٌ من قصة حياتك من تأليف تيد تشيانغ. الفيلم من بطولة إيمي آدمز وجيرمي رينر وفورست ويتكر.
عرض الفيلم لأول مرة في مهرجان البندقية السينمائي بتاريخ 1 سبتمبر 2016، وصدر في الولايات المتحدة بتاريخ 11 نوفمبر 2016. وصلت إيرادته إلى 174 مليون $ عالمياً وتلقى مديحا على القصة والأجواء وأداء إيمي آدمز. تم اختياره من قبل معهد الفيلم الأمريكي والمجلس الوطني للمراجعة كواحد من أفضل 10 أفلام في عام 2016 وتلقى أيضاً 8 ترشيحات لجوائز الاوسكار، من ضمنها جائزة الأوسكار لأفضل فيلم وجائزة الأوسكار لأفضل مخرج وجائزة الأوسكار لأفضل كتابة (سيناريو مقتبس).

## القصة
تبدأ أحداث الفِيلم بمشاهد تجمع بطلة الفيلم لويز (إيمي آدمز) بابنتها خلال مراحل مختلفة ابتداءً من ولادتها ووصولًا إلى وفاتها بمرض خلال فترة مراهقتها. تظهر بعدها لويز خلال عملها كمعلمة لغويات داخل إحدى الجامعات، ووسط هرج بين الطلبة ينشر خبر وصول أجسام ضخمة غريبة لا يُعلَم مصدرها لأماكنَ مختلفةً في كوكب الأرض . تدور أحداث الفِيلم كلها داخل الولايات المتحدة وتظهر مشاهد متكررة لأماكن أخرى حول العالم التي شهدت وصول الأجسام الغريبة هناك. يتم اختيار لويز عالمة اللغويات لتعمل مع عالم فيزياء يدعى إيان (جيرمي رينر). تبدأ لويز في مرحلة التواصل مع الكائنات الفضائية داخل المركبة الفضائية الموجودة في ولاية مونتانا، وتحدث تقدماً في التواصل معهم بمساعدة إيان و خبراء التواصل حول العالم في إطار تشارك معلوماتي بين الدول. مع تقدم الفريق في فك لغز اللغة التي يستعملها الفضائيون بقيادة لويز، تبدأ لويز بتذكر مشاهد و لحظات لها ، وبتخيلها ، مع نفس الفتاة الصغيرة التي ظهرت في بداية الفِيلم، ويبدو عليها علامات الحيرة والاستغراب لعدم معرفتها لهذه الطفلة التي تراها في أحلامها وخيالها. يحدث سوء تفاهم بين الفضائيين والبشر عندما يستعمل الفضائيون جملة «استخدام سلاح» إجابة عن سؤال «ما هو غرضكم على الأرض؟» تبدأ الصين باتخاذ إجراءات عدائية تجاه الفضائيين وإيقاف التحاور معهم وتلحق بالصين بعض الدول وتبدأ أحداث الفِيلم بالتسارع في جو مضطرب وشائك ينذر بحدوث حرب بين البشر والفضائيين. تتمسك لويز برأيها أن الفضائيين غير عدائيين وتقوم بالاستمرار بالتواصل معهم حتى يفجّر ضباط جيش خائفون المركبة الموجودة في أمريكا مما يتسبب في انسحاب المركبات الفضائية إلى ارتفاعات أعلى. و تكتشف لويز أن لغة الفضائيين تمكن متقنها من معرفة المستقبل وأن الأحلام والخيالات التي ترها عن الطفلة ما هي إلا مشاهد حقيقة من مستقبل لويز نفسها. ينتهي الفِيلم بانسحاب الفضائيين كليًا من الأرض بعد تعليمهم لغتهم والتي اعتبروها هدية للبشرية.

## طاقم التمثيل
- إيمي آدمز
- جيرمي رينر
- فورست ويتكر
- مايكل ستولبارغ

## الإنتاج

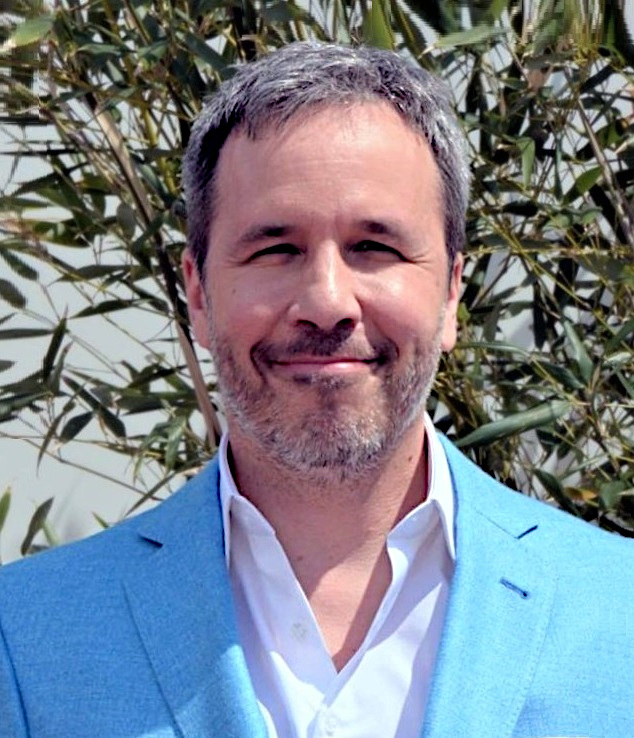
دينيس فيلنوف في كان 2018

### التصوير
صوّر الفيلم في مونتريال و باس سان ريمون، وكان برادفورد يونغ مديرًا لتصوير الفيلم.

### الموسيقى
موسيقى الفيلم التصويرية من تلحين يوهان يوهانسون ‏.

## الاستقبال

### الجوائز والترشيحات
| الجائزة                             | موعد الحفل                                            | الفئة                                      | المستلم(ين) والمرشح(ين)                                     | النتيجة     | مرجع.       |
| ----------------------------------- | ----------------------------------------------------- | ------------------------------------------ | ----------------------------------------------------------- | ----------- | ----------- |
| جوائز الأكاديمية البريطانية للأفلام | حفل توزيع جوائز الأكاديمية البريطانية للأفلام السبعين | جائزة البافتا لأفضل فيلم                   | دان ليفين وشون ليفي وديفيد ليند وآرون رايدر                 | في الانتظار | [ 5 ]       |
| جوائز الأكاديمية البريطانية للأفلام | حفل توزيع جوائز الأكاديمية البريطانية للأفلام السبعين | جائزة البافتا لأفضل ممثلة في دور رئيسي     | إيمي آدمز                                                   | في الانتظار | [ 5 ]       |
| جوائز الأكاديمية البريطانية للأفلام | حفل توزيع جوائز الأكاديمية البريطانية للأفلام السبعين | جائزة البافتا لأفضل مخرج                   | دينيس فيلنوف                                                | في الانتظار | [ 5 ]       |
| جوائز الأكاديمية البريطانية للأفلام | حفل توزيع جوائز الأكاديمية البريطانية للأفلام السبعين | جائزة البافتا لأفضل سيناريو مقتبس          | إريك هايزرر                                                 | في الانتظار | [ 5 ]       |
| جوائز الأكاديمية البريطانية للأفلام | حفل توزيع جوائز الأكاديمية البريطانية للأفلام السبعين | جائزة البافتا لأفضل تصوير سينمائي          | برادفورد يونغ                                               | في الانتظار | [ 5 ]       |
| جوائز الأكاديمية البريطانية للأفلام | حفل توزيع جوائز الأكاديمية البريطانية للأفلام السبعين | جائزة البافتا لأفضل مونتاج                 | جو والكر                                                    | في الانتظار | [ 5 ]       |
| جوائز الأكاديمية البريطانية للأفلام | حفل توزيع جوائز الأكاديمية البريطانية للأفلام السبعين | جائزة البافتا لأفضل موسيقى فيلم            | يوهان يوهانسن                                               | في الانتظار | [ 5 ]       |
| جوائز الأكاديمية البريطانية للأفلام | حفل توزيع جوائز الأكاديمية البريطانية للأفلام السبعين | جائزة البافتا لأفضل مونتاج صوتي            | Sylvain Bellemare و Claude La Haye و Bernard Gariépy Strobl | في الانتظار | [ 5 ]       |
| جوائز الأكاديمية البريطانية للأفلام | حفل توزيع جوائز الأكاديمية البريطانية للأفلام السبعين | جائزة البافتا لأفضل مؤثرات بصرية           | لويس موران                                                  | في الانتظار | [ 5 ]       |
| جائزة جولدن جلوب                    | حفل توزيع جوائز الغولدن غلوب الرابع والسبعون          | جائزة غولدن غلوب لأفضل ممثلة - فيلم دراما  | إيمي آدمز                                                   | رُشِّح         | [ 6 ]       |
| جائزة جولدن جلوب                    | حفل توزيع جوائز الغولدن غلوب الرابع والسبعون          | جائزة غولدن غلوب لأفضل موسيقى تصويرية      | يوهان يوهانسن                                               | رُشِّح         | [ 6 ]       |
| جائزة الأوسكار                      | حفل توزيع جوائز الأوسكار التاسع والثمانون             | جائزة الأوسكار لأفضل فيلم                  | دان ليفين وشون ليفي وديفيد ليند وآرون رايدر                 | في الانتظار | [ 7 ] [ 8 ] |
| جائزة الأوسكار                      | حفل توزيع جوائز الأوسكار التاسع والثمانون             | جائزة الأوسكار لأفضل مخرج                  | دينيس فيلنوف                                                | في الانتظار | [ 7 ] [ 8 ] |
| جائزة الأوسكار                      | حفل توزيع جوائز الأوسكار التاسع والثمانون             | جائزة الأوسكار لأفضل كتابة (سيناريو مقتبس) | إريك هايزرر                                                 | في الانتظار | [ 7 ] [ 8 ] |
| جائزة الأوسكار                      | حفل توزيع جوائز الأوسكار التاسع والثمانون             | جائزة الأوسكار لأفضل مونتاج صوتي           | Sylvain Bellemare                                           | في الانتظار | [ 7 ] [ 8 ] |
| جائزة الأوسكار                      | حفل توزيع جوائز الأوسكار التاسع والثمانون             | جائزة الأوسكار لأفضل خلط أصوات             | Claude La Haye و Bernard Gariépy Strobl                     | في الانتظار | [ 7 ] [ 8 ] |
| جائزة الأوسكار                      | حفل توزيع جوائز الأوسكار التاسع والثمانون             | جائزة الأوسكار لأفضل تصوير سينمائي         | برادفورد يونغ                                               | في الانتظار | [ 7 ] [ 8 ] |
| جائزة الأوسكار                      | حفل توزيع جوائز الأوسكار التاسع والثمانون             | جائزة الأوسكار لأفضل مونتاج                | جو والكر                                                    | في الانتظار | [ 7 ] [ 8 ] |
| جائزة الأوسكار                      | حفل توزيع جوائز الأوسكار التاسع والثمانون             | جائزة الأوسكار لأفضل تصميم إنتاج           | بول هوت وباتريس فرميت                                       | في الانتظار | [ 7 ] [ 8 ] |

## وصلات خارجية
- مقالات تستعمل روابط فنية بلا صلة مع ويكي بيانات

لا توجد روابط لمواقع التواصل الاجتماعي.